# 2583 Fatyanov
2583 Fatyanov eller 1975 XA3 är en asteroid i huvudbältet som upptäcktes den 3 december 1975 av den ryska astronomen Tamara Smirnova vid Krims astrofysiska observatorium på Krim. Den har fått sitt namn efter den sovjetisk-ryske poeten Aleksej Fatjanov.
Asteroiden har en diameter på ungefär fem kilometer och tillhör asteroidgruppen Flora.